# Corrieopone nouragues
Corrieopone nouragues (лат.) — вид муравьёв (Formicidae) из подсемейства Ponerinae, единственный в составе рода Corrieopone. Эндемик Французскаой Гвианы (Южная Америка). Первый муравьиный род, названный именем женщины-мирмеколога профессора Кори Морю (США).

## Этимология
Род Corrieopone назван в честь американского мирмеколога профессора Кори Морю (Dr. Corrie Saux Moreau, Arthropod Biosystematics and Biodiversity at Cornell University, директор и куратор Cornell University Insect Collection, Ithaca, N.Y.), «как дань уважения её мастерству и дерзости как учёному, заразительному смеху и постоянной борьбе за справедливость и включенность в науку». Это первый муравьиный род, названный именем женщины-мирмеколога. Ещё в 2017 году Корри Моро и Кристоф Дюпле побудили авторов-мирмекологов разместить Ant Course-2018 на исследовательской станции Нураг во Французской Гвиане, где был найден новый вид. С 2001 года 17 выпусков Ant Course подготовили почти 500 студентов из 59 стран, в них приняли участие более 60 международных инструкторов, и они расширили возможности для изучения биологического разнообразия в различных частях земного шара, от Австралии до Юго-Восточной Азии, Восточной Африки, Северной, Центральной и Южной Америки. Суффикс «-pone» происходит от названия подсемейства Ponerinae.
Видовое название C. nouragues происходит от имени природного заповедника Natural Reserve of Nouragues, научно-исследовательской станции Нураг (Nouragues Research Station) и народности Нураг (или Норак), из племени индейцев тупи, когда-то здесь жившими.

## Распространение и экология
Южная Америка, Французская Гвиана, заповедник Nouragues Nature Reserve. Муравьи были обнаружены в лесной подстилке у основания древовидной пальмы рода Astrocaryum в области, называемой Petit Plateau, которая покрыта старовозрастными низинными экваториальными вечнозелеными лесами. Лес нетронутый и антропогенное воздействие было ограниченным с тех пор, как в восемнадцатом веке в этом районе исчезли поселения индейцев.

## Описание
Тропические земляные муравьи красновато-коричневого цвета. Размеры средние (рабочие от 6,5 до 7,1 мм; матка до 8,48 мм). Мандибулы треугольные, беззубые. Базальные три четверти жевательного края жвал окаймлены вентрально двумя рядами длинных изогнутых спиралевидных щетинок с рядом нитевидных щетинок между ними. Усики рабочих и самок 12-члениковые. Формула щупиков рабочих 4,4. Клипеус спереди прямой. Глаза мелкие, расположены в передней половине головы. Стебелёк одночлениковый, петиоль сидячий, с высоким, невооруженным, коническим, чешуевидным узлом. Брюшко с сильной перетяжкой на IV сегменте. Коготки задних ног простые, без зубцов на их внутренней поверхности. Голени задних ног с двумя шпорами (одной крупной гребневидной и другой простой и мелкой). Жало развито.

## Систематика
Вид и род были впервые описаны в 2021 году американскими мирмекологами Флавией Эстевес  и Брайеном Фишером (California Academy of Sciences, Сан-Франциско, Калифорния, США). Род включён в трибу Ponerini и подсемейство Ponerinae.
Corrieopone морфологически отличен, и его вряд ли можно спутать с каким-либо другим родом Ponerinae. Ни у одного другого рода Ponerinae нет клипеальной медиальной области, которая выступает вперед в виде широкого усеченного выступа, перекрывающего жвалы дорсально и представляющего широкую переднюю поверхность, которая на вентро-передней проекции является субпрямоугольной. Кроме того, ни у одного другого муравья нет вентральной стороны гипопигия с продольной вогнутостью, несущей кзади продольный киль и толстые крючковидные щетинки.
Несмотря на эти особенности, рабочие Corrieopone внешне напоминают представителей родов Asphinctopone, Brachyponera, некоторые виды Hagensia, некоторые Mayaponera и большинство видов Mesoponera, поскольку имеют следующие общие черты: глаза расположены на передней части головы; среднеспинка куполообразная; метанотальная борозда глубоко вдавлена; заметен нотоплевральный шов; заднегрудные дыхальца прикрыты кутикулярной долей; задняя часть проподеума без шипов и бугорков; черешок невооруженный, чешуевидный; перетяжка между пресклеритами и постсклеритами IV сегмента брюшка неглубоко вдавлена или отсутствует..